# Phytomyza flavimana
Phytomyza flavimana este o specie de muște din genul Phytomyza, familia Agromyzidae. A fost descrisă pentru prima dată de Zetterstedt în anul 1860.
Este endemică în Sweden. Conform Catalogue of Life specia Phytomyza flavimana nu are subspecii cunoscute.